# Пирок (община Боговине)
 Тази статия е за селото в Северна Македония.  За селото в Турция вижте Пирок (вилает Лозенград).  
Пирок (на македонска литературна норма: Пирок; на албански: Piroku, Пироку) е село в Северна Македония, в община Боговине, разположено в областта Горни Полог.

## История
В края на XIX век Пирок е албанско село в Тетовска каза на Османската империя. Според статистиката на Васил Кънчов („Македония. Етнография и статистика“) от 1900 година Пирок е село, населявано от 660 арнаути мохамедани.
Според Афанасий Селишчев в 1929 година Пирок е село в Сенокоска община в Долноположкия срез и има 145 къщи с 1252 жители албанци.
Според преброяването от 2002 година селото има 4701 жители.
| Националност | Всичко |
| македонци    | 0      |
| албанци      | 4672   |
| турци        | 0      |
| роми         | 0      |
| власи        | 0      |
| сърби        | 1      |
| бошняци      | 0      |
| други        | 28     |

## Личности
Родени в Пирок
- Илияз Сабриу (р. 1951), политик от Северна Македония
- Хисен Рамадани (1933 – 2012), политик от Северна Македония